# 三峽老街

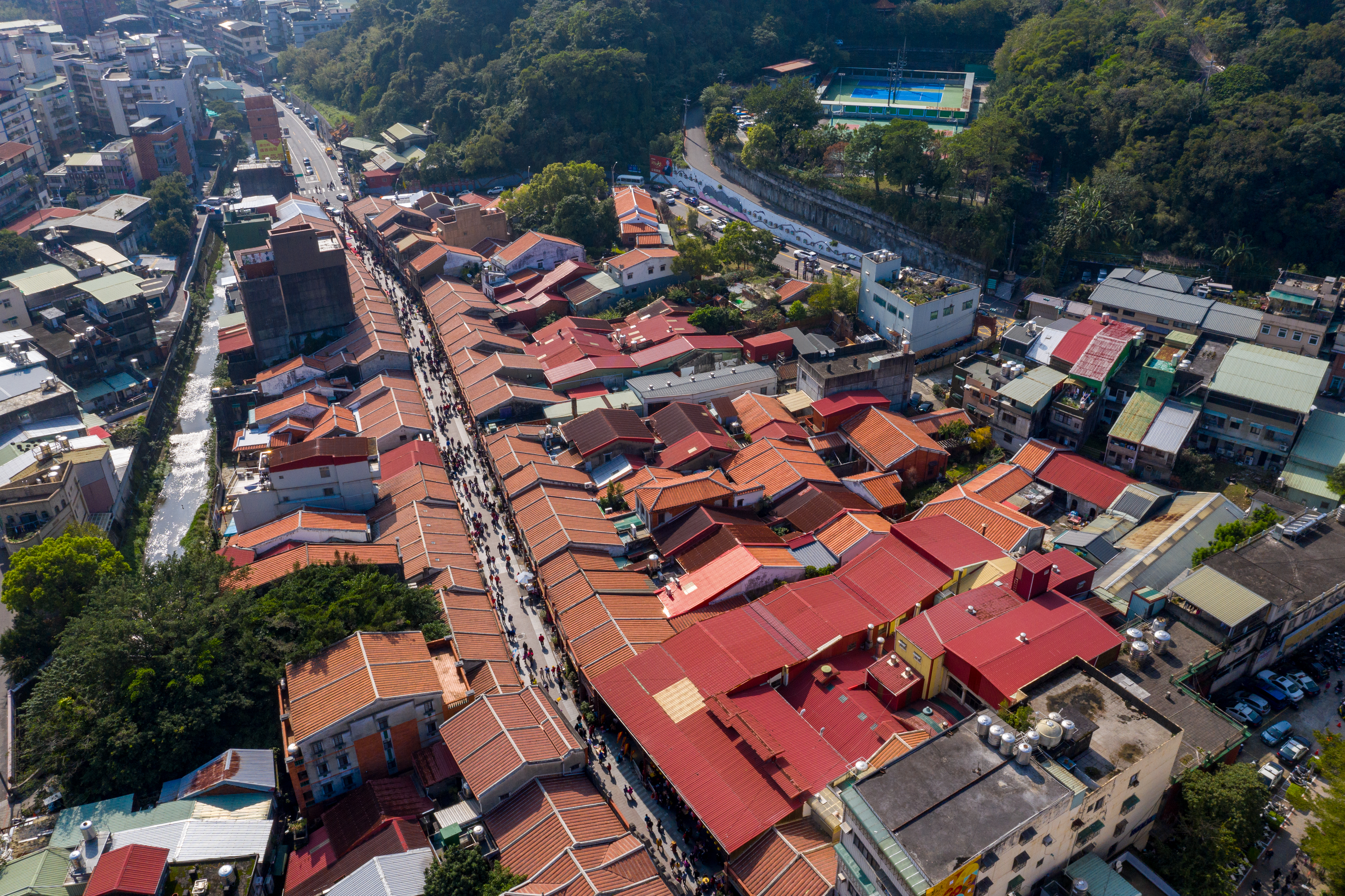
三峽老街空拍照

三峽老街位於台灣新北市三峽區，主要在民權街一帶。老街始創於18世紀中葉，曾於西元1895年遭日軍焚毀，隨後由住民自行復建。大正5年（西元1916年）開始，在日本政府的主導下，由住民自費將傳統街屋形貌改造為仿歐風立面，以古希臘柱式、古羅馬拱門以及巴洛克裝飾，建構當時廣為流行的歐風街道風貌，融合了洋樓風格元素、日式家紋及漢人文化圖像。目前老街風貌大致上保留日治時期原貌。2007年在西班牙巴塞隆納舉辦的全球建築金獎（FIABCI Prix d`Excellence Award 2007），「三峽老街改造」獲得公共部門暨特殊建築類全球傑出建築金獎亞軍,成績斐然。三峽老街被列為三級古蹟，卻因缺乏維修，於民國82年解除古蹟指定，因此老街的保存岌岌可危。

## 發展年表
清朝時代

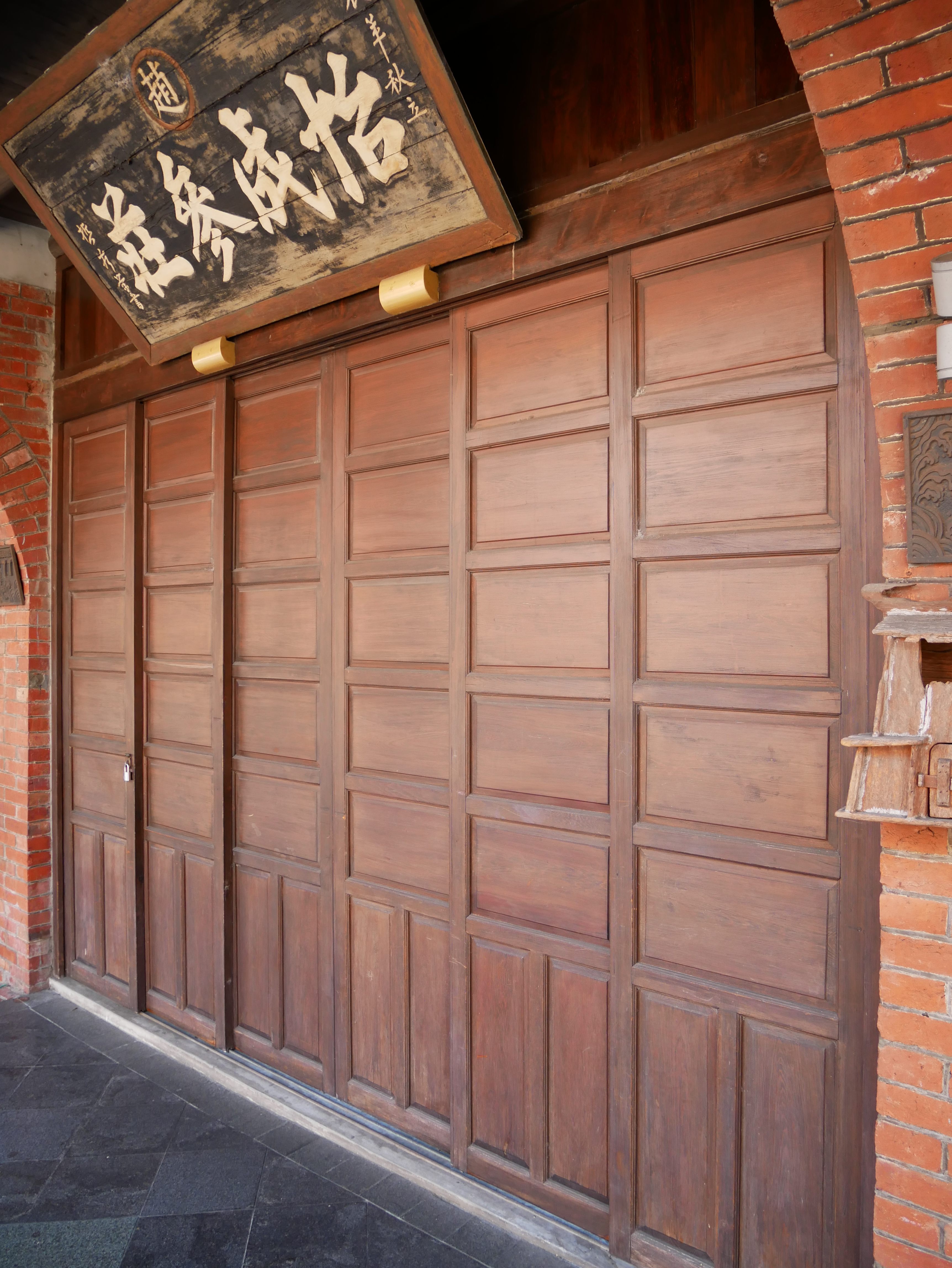
趙怡成參行店面

- 西元1685年，相傳泉州人陳瑜到海山庄開墾。
- 西元1755年，福建安溪人董日旭至三峽開墾 三峽興隆宮創建。
- 西元1769年，祖師廟落成。
- 西元1785年，福安宮土地公廟創建。

日治時代
- 西元1895年，乙未戰爭，反抗軍於隆恩埔、分水崙襲擊日軍，造成慘重傷亡。日軍因此而焚街報復。
- 西元1916年，三角湧支廳長達協良太郎倡「市區改正」，以都市公共衛生及道路交通改善著手，西元1920現存建築完工。

民國時代
- 西元2004年，台北縣政府堅持撥3億補助款保留舊紅磚拱廊，精美雕琢的巴洛克式風格，委託徐裕健建築師事務所規劃。
- 西元2007年，二月整建工程完工——重現歷史老街風華意象。
- 西元2009年，台北縣政府規劃執行老街周邊巷弄空間再造工程，徹底將三峽老街由線形老街擴展成面狀老街。

## 老街整體特色
- 全國保存最長的老街，長度260公尺。

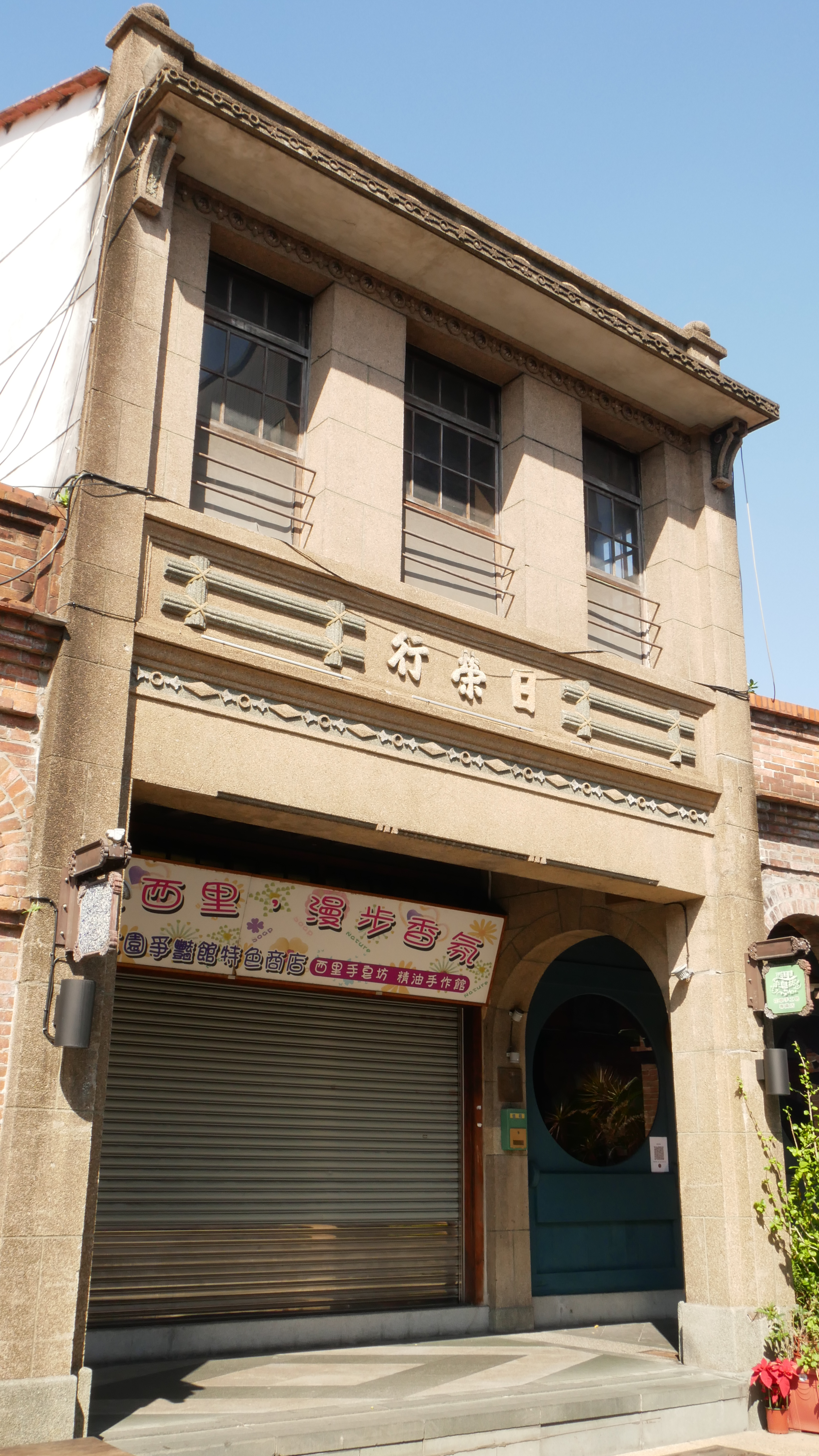
日榮行

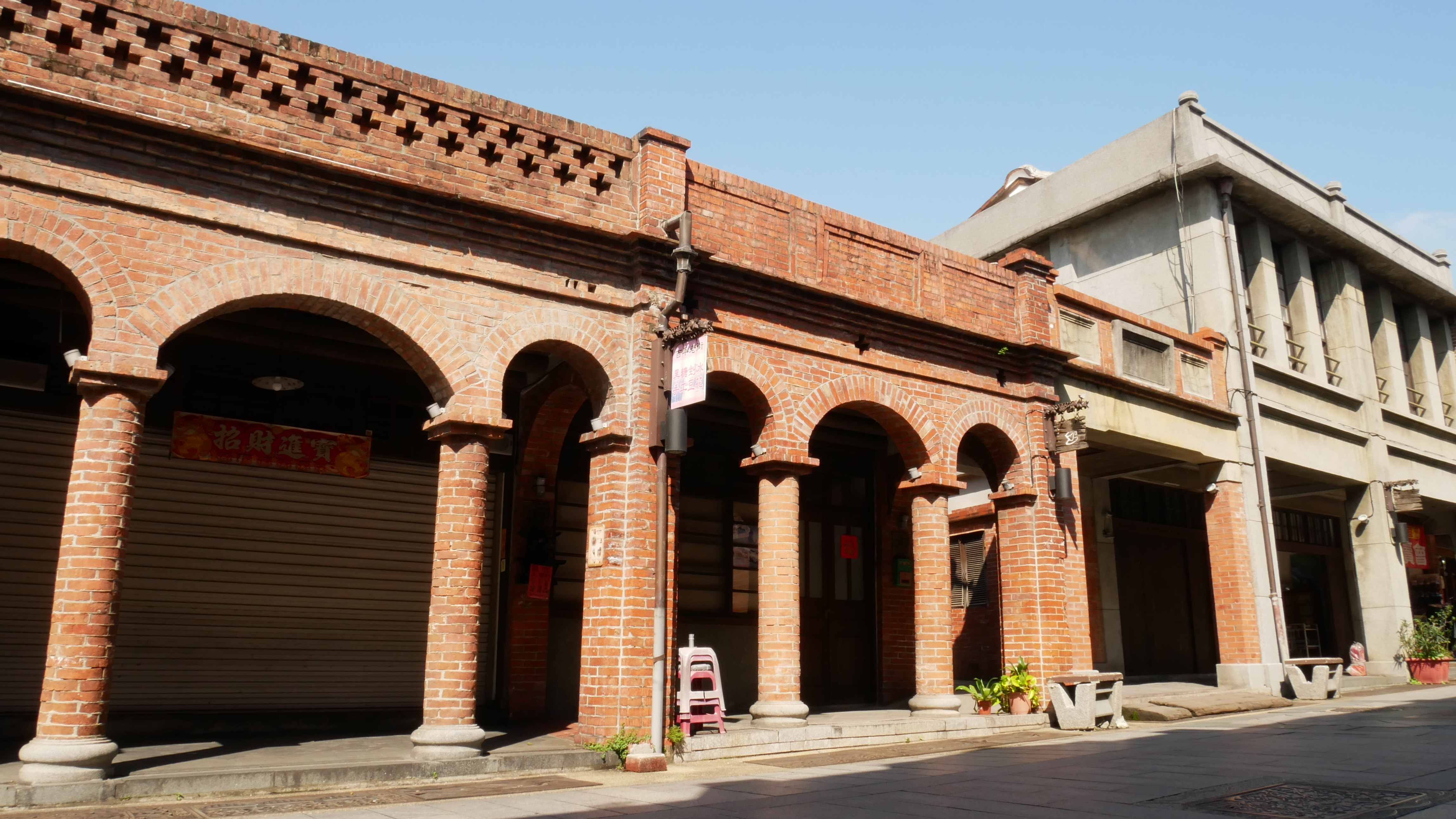
街尾

- 一條S型依地勢而建的街道，中式、西式、日式裝飾山牆。
- 面河傍山的聚落街市，以染布業為主軸，從古代文武狀元都開染坊到民國初期亦大都以染業為主。
- 街道中心之中間為輕便車道，古時載煤礦及樟、檜木及樟腦油和茶業等經濟作物。
- 街頭頂街各有土地公守護，頂街土地公廟內另有供奉驅害蟲神保儀尊王。
- 老街範圍頭有祖師廟，中有三峽興隆宮媽祖廟，尾端有三峽教堂，中西信仰並存。
- 有鑑於三角湧民權老街一帶具有其歷史文化背景及豐富的人文地景，為加強該地區的都市更新發展，期望吸引更多觀光人潮，2006年臺北縣政府執行辦理「三角湧老街傳統建築復舊工程」。

## 老街建築物特色
除看街屋格局（一樓店舖和工廠二樓倉庫和生活起居）、清水紅磚主要立面材料、台灣閩南式建築風格外，其他特色設計有：
- 屋頂端的收頭：

有圓球形 平頂形 葉紋形 獎杯形 瓶形 磚疊澀等不同形狀。
- 女兒牆：

屋頂加蓋的小牆高約33-100公分左右，有實心、漏空和裝匾額框等 。
- 山牆：

樓頂凸出部份，呈三角構圖，傳統稱山尖形。一般較奢華裝飾部位。財富的象徵。
- 樑形：

古式圓拱多為單拱或3拱最多是洽合油舖的5拱（3拱表川流不息人潮）或新式平樑水泥。
- 柱子：

多立克式、科林斯式、磚疊澀等。
- 匾額：

店號、姓氏、姓名、行號等各不同。
- 裝飾紋樣：

動物紋、中式紋、日式家紋、西式紋。

## 廣場地磚拆除爭議
|  | 「用這樣子粗暴的手法去做這樣子的一個改變，即便是為了交通安全，都是不妥的、也不應該的。所以我代表市府對文史工作者，以及全體民眾表達歉意。」——新北市長朱立倫 |

2016年4月6日上午9點，三峽區公所無預警拆除三峽老街前方廣場之景觀地磚與鑄鐵板，並改鋪以柏油路面，引發在地團體包含甘樂文創、三峽民權老街商圈發展協會、三峽老街街區管理委員會及鄰近國立台北大學之學生反彈。該路段為2006年由臺北縣政府委任華梵大學建築系專任教授徐裕健建築師進行傳統建築風貌保存、原樣復舊及景觀道路改善之工程中之一段。當時由建築團隊與地方人士、文史工作者討論多年後設計監造而成。此次拆除長度約30公尺，石板路以青斗石及花崗石為鋪設而成，另有30片公共藝術文化鑄鐵雕板被刨除，其中5片刻有李梅樹畫作(含《清溪浣衣》、《三峽後街》等)，其他雕版亦呈現老街與鄰近鳶山的歷史。其內容如地方特色名產金牛角、三峽傳統產業藍染、煤礦、樟腦及茶業之發展歷程等。
4月7日，三峽區區長陳健民坦言三峽區公所工務課有疏失，並希望將鐵磚改立於長福橋兩側成為公共藝術，讓遊客易於拍攝、認識地方文化。三峽區公所於4月8日下午召開協調會，但部分文史工作者認為為時已晚，以拒絕出席表示抗議。而現場參與人員與里長起口角，會議最終不歡而散。地方人士於4月10日成立「三峽文資守護聯盟」，並發表聯盟成立宣言。李梅樹紀念館也發表聲明表示，將拒絕出席未來公部門所舉辦之三峽老街百年活動，並不排除向三峽區公所提出告訴。另外，針對三峽區公所考慮將鐵磚改置於「長福橋」展示一事，李梅樹紀念館亦聲明反對，且將收回鑄鐵板之圖像授權，不排除提告撤回授權；聲明亦指出，長福橋正是30多年前另一件公部門不顧民意錯誤建設，當年李梅樹就曾反對該址興建此橋。在當地民眾及文史工作者的強烈反彈下，4月12日新北市市長朱立倫於新北市政府市政會議中承認此次拆除工程是一個「不幸的錯誤」，並指示後續將交由新北市政府文化局、新北市政府民政局及三峽區公所等協同處理。

### 官員的說法
- 三峽區公所工務課課長湯雁鈞表示，此次拆除工程已和秀川里里長、三峽派出所等單位多方討論後才決議。
- 秀川里里長李楷瑞表示，拆除地段為三峽老街街口，而非行人徒步區。街口為老街旁三峽派出所等單位車輛重要出入口，多次由員警及民眾反映下雨天石板濕滑導致騎車摔傷，故決定拆除[3]。

### 文史保存方說法
- 程序黑箱：區公所事前未有任何公開討論機會，僅憑現場公告便逕行動工。作為鑄鐵雕板之圖像提供者，李梅樹紀念館在聲明中表示，事前也未受知會。
- 其他替代方案：針對下雨石板路面濕滑，可有其他配套措施，不必將該路段石板地磚全數敲毀拆除。
- 浪費公帑：當年文化部斥資12億經費打造，而今卻輕易拆除[2]。

## 獲獎
- 2006年「國家卓越建設獎暨國家環境文化季優良環境文化類」全國首獎[8]。
- 2007年「三峽老街改造」獲得「全球建築金獎」公共部門類亞軍，地點位於三峽鎮民權街南段。

## 導覽服務
三峽老街目前每週六、日均有免費的鎮公所文化志工義務導覽，遊客可到老街街尾「旅客服務中心」登記。

## 外部連結
- 三峽老街商圈官方網站（页面存档备份，存于）
- 三峽老街  臺北旅遊網 （页面存档备份，存于）
- 三峽老街-新北市觀光旅遊網（页面存档备份，存于）
- 三峽老街 - 交通部觀光署 （页面存档备份，存于）
- 三峽老街 - 臺灣大百科全書 （页面存档备份，存于）
- 三峽老街保存事件 - 臺灣大百科全書
- 三峽文資守護聯盟的Facebook專頁
- 三峽老街 Sanxia Old Street的Facebook專頁
- YouTube上的三峽民權老街商圈頻道
- YouTube上的【三峽老街24小時LIVE直播1】三峽老街北段(南往北即時影像)
- YouTube上的【三峽老街24小時LIVE直播2】三峽老街南段 (北往南即時影像)